# Valdäck
Valdäck benämnes en välvd övergång mellan fribord och däck på båtar. Uttrycket är känt från år 1972. Laurinkostern är en typisk segelbåt med valdäck.